# Chiesa di Santa Maria a Vincigliata
La chiesa di Santa Maria a Vincigliata si trova a Fiesole in via di Vincigliata.

## Storia e descrizione
Gli Alessandri, proprietari del vicino castello, costruirono nel Quattrocento il campanile su cui è collocata la loro arme in pietra e ampliarono la chiesa risalente al XII secolo. Al XV secolo risalgono anche un busto in terracotta di San Lorenzo e uno della Madonna col Bambino attribuito ad Antonio Rossellino. Alla fine del Settecento fu invertito l'orientamento e al posto dell'abside, del cui arco ogivale rimane traccia sulla parete, fu costruita la facciata.
L'attuale abside rettangolare si è arricchita negli anni '80 del Novecento di una decorazione in terracotta con Scene dell'Antico e Nuovo Testamento di Amalia Ciardi Dupré, autrice anche della mensa d'altare in bronzo e della decorazione dell'attigua cappella di San Lorenzo.